# Dragan Jovanović
Dragan Jovanović (en serbi: Драган Јовановић) (29 de setembre de 1903 - 2 de juny de 1936) fou un futbolista serbi de la dècada de 1920.
Fou 8 cops internacional amb la selecció iugoslava.
Fou jugador, i més tard entrenador, del club SK Jugoslavija de Belgrad. Jugà 252 partits oficials i marcà 331 gols per al club.

## Palmarès
Jugoslavija
- Lliga iugoslava de futbol (2): 1924, 1925